# Anne Stanhope
Anne Seymour, duchessa di Somerset (Sudbury, 1497 circa – Shelford, 16 aprile 1587), figlia di Sir Edward Stanhope (1462 – 6 giugno 1511) ed Elizabeth Bourchier. In quanto moglie di Edward Seymour, I duca di Somerset che deteneva l'ufficio di Lord Protettore durante la prima parte del regno di suo nipote Re Edoardo VI, Anne fu per breve tempo la donna più potente d'Inghilterra. Rivendicò (senza successo o diritto) la precedenza sulla regina vedova Caterina Parr.

## Famiglia
Anne nacque a Sudbury nel Suffolk, in una data sconosciuta, figlia di Sir Edward Stanhope ed Elizabeth Bourchier. Aveva due fratellastri dal primo matrimonio di suo padre con Avelina Clifford, Richard Stanhope, and Sir Michael Stanhope.
I suoi nonni paterni furono Sir Thomas Stanhope and Mary Jerningham. Mentre quelli materni furono Fulke Bourchier, 2º Barone Fitzwaryn and Elizabeth Dynham. Attraverso sua madre, Anne era una diretta discendente di Tommaso, figlio minore di Edoardo III d'Inghilterra e Filippa di Hainaut.
Lo snobbismo e l'orgoglio di Anne furono considerati intollerabili, eppure era molto intelligente e determinata. Antonio de Guaras, un mercante spagnolo che viveva a Londra, avrebbe detto in seguito su di lei, che era "più presuntuosa di Lucifero.".

## Primo matrimonio
In una data indeterminata tra il 9 marzo 1534 ed il 1535, Anne sposò Sir Edward Seymour, fratello maggiore di Jane Seymour, divenendo la sua seconda moglie. Jane Seymour, sorella di Sir Edward Seymour, divenne la terza moglie di Enrico VIII d'Inghilterra nel 1536. Poco dopo il matrimonio del re con Jane, Edward fu elevato al Visconte Beauchamp; meno di un anno e mezzo dopo, egli fu elevato ancora da visconte a conte divenendo il primo Conte di Hertford (prima creazione). Nel 1547, Edward fu ulteriormente elevato a duca, ed Anne fu quindi titolata Duchessa di Somerset.
Il primo matrimonio di Edward, 1527 circa, con Catherine Fillol, era stato annullato; la ragione si sospetta sia stata la scoperta di una relazione tra Catherine e il padre di Edward, ma questa ragione è contestata dal Dictionary of National Biography. Il suo secondo matrimonio fu prima del 9 marzo 1534 con Anne Stanhope.

## Figli
Anne ebbe dieci figli dal suo matrimonio con Edward.
- Edward Seymour, Visconte Beauchamp of Hache (12 febbraio 1537–1539)
- Edward Seymour, I conte di Hertford (seconda creazione di quel titolo) (22 maggio 1539–1621), sposò in prime nozze Lady Catherine Grey da cui ebbe due figli maschi, in seconde nozze nel 1582 Frances Howard; ed in terze nel 1601 Frances Prannell
- Lady Anna Seymour (1540–1588), sposò prima John Dudley, II conte di Warwick e poi Sir Edward Unton da cui ebbe figli
- Lord Henry Seymour (1540–?) sposò Lady Joan Percy, figlia di Thomas Percy, VII conte di Northumberland
- Lady Margaret Seymour (1540 - ?), nota autrice elisabettiana
- Lady Jane Seymour (1541–1561), Damigella d'Onore di Elisabetta I, nota autrice elisabettiana
- Lady Catherine Seymour
- Lord Edward Seymour (1548–1574)
- Lady Mary Seymour (nata nel 1552) sposata due volte (Andrew Rogers, of Bryanstone, Dorset; Sir Henry Peyton)
- Lady Elizabeth Seymour (1552 – 3 giugno 1602), sposò Sir Richard Knightley, del Northamptonshire

La Regina Jane Seymour fece da madrina al primo figlio di Anne, Edward nato nel febbraio del 1537. La cerimonia si tenne a Chester Place; oltre alla regina anche Thomas Cromwell e la Principessa Maria fungevano da padrini. Il primo Edward morì all'età di due anni. Un secondo figlio nacque nel maggio 1539 a cui fu dato lo stesso nome. Questo (secondo) Edward sarebbe stato elevato alla seconda creazione del titolo di conte di Hertford da Elisabetta I, ed in seguito avrebbe sposato una pretendente al trono molto vicina, Lady Catherine Grey da cui ebbe due figli maschi.

## Vita alla corte reale
Anne era presente alle nozze tra Enrico VIII e Caterina Parr il 12 luglio 1543. Dopo la morte di Enrico VIII, Edward Seymour fece le veci del re a tutti gli effetti. con questo potere, Anne considerò se stessa la prima donna del regno, pretendendo la precedenza su Caterina Parr, la vedova di Enrico VIII, in seguito al matrimonio di quest'ultima con il cognato di Anne, Thomas Seymour.
Anne riteneva che la regina vedova avesse perso i suoi diritti di precedenza quando ella aveva sposato il fratello del marito di Anne. Anne rifiutava di reggere lo strascico di Catherine, ed anche fisicamente provava a spingerla fuori dal suo posto a capo delle loro entrate e uscite a corte. Si dice che Catherine abbia detto di Anne, "Se il master ammiraglio (Edward Seymour) non insegna a sua moglie le buone maniere, lo farò io.". Anne, a sua volta, privatamente riferisce di Catherine "che Inferno". Catherine Parr vinse la battaglia, invocando la legge di successione che affermava chiaramente che Catherine aveva la precedenza su tutte le donne del regno, in punto di fatto, per quanto riguarda la precedenza, Anne veniva subito dopo la principesse Maria ed Elisabetta, e di Anna di Clèves. Anne, che è stata descritta come una "donna violenta", esercitò un notevole potere per un breve periodo, che avrebbe avuto effetti negati sulla reputazione di suo marito.
In quanto Lord Protettore Edward Seymour esercitava un'autorità quasi reale. Tuttavia, egli perse la sua posizione di potere a seguito di un regolamento di conti tra il Consiglio Privato e se stesso nel mese di ottobre 1549. Fu imprigionato nella Torre di Londra, ma fu rilasciato nel gennaio 1550. Secondo l'ambasciatore imperiale Jehan de Scheyfye, Anne Seymour aveva fatto visite giornaliere alla casa del nuovo governatore de facto, John Dudley, conte di Warwick, che ben presto permise a Somerset di ricongiungersi al Consiglio Privato. La duchessa di Somerset e la contessa di Warwick in seguito organizzarono un matrimonio tra i loro rispettivi figli, Anne Seymour e John Dudley. Somerset cadde nuovamente in disgrazia nel mese di ottobre 1551, quando fu arrestato con l'accusa di cospirazione contro Warwick, che presto sarebbe diventato duca di Northumberland. Somerset fu giudicato colpevole di delitto il 1º dicembre 1551 e giustiziato tramite decapitazione il 22 gennaio 1552 Tower Hill. La Duchessa di Somerset fu arrestata con suo marito e rimase nella Torre fino alla salita al trono di Maria I nel luglio 1553. Dopo la attainder del duca di Northumberland le fu concesso di scegliere tra i domestici confiscati alla famiglia Dudley.

## Secondo matrimonio
Anne sposò, come suo secondo marito, il meno nobile Francis Newdigate di Hanworth nel Middlesex che era stato steward del suo primo marito. Francis era figlio di John Newdigate di Harefield nel Middlesex e di sua moglie. Poco si conosce della loro vita insieme. Il secondo marito di Anne morì il 26 gennaio 1581.

## Morte
Anne Stanhope visse il resto della sua vita a Shelford. Morì il 16 aprile 1587 e fu sepolta nell'Abbazia di Westminster, a Londra  dove è possibile visitare la sua tomba con la sua effigie dipinta. Il suo monumento commemorativo si trova nella St. Peter and St. Paul's Church a Shelford.